# Huskisson River
Der Huskisson River ist ein Fluss im Nordwesten des australischen Bundesstaates Tasmanien.

## Geografie

### Flusslauf
Der rund 32 Kilometer lange Huskisson River entsteht ungefähr fünf Kilometer östlich des Mount Ramsay am Zusammenfluss des Hatfield River und des Coldstream River. Er fließt nach Süd-Südwesten und mündet etwa zehn Kilometer westlich von Rosebery in den Lake Pieman und damit in den Pieman River.

### Nebenflüsse mit Mündungshöhen
Der Huskisson River hat folgende Nebenflüsse:
- Hatfield River – 195 m
- Coldstream River – 195 m
- Que River – 189 m
- Ramsay River – 176 m
- Ross Creek – 171 m
- Webbs Creek – 136 m
- John Lynch Creek – 135 m

### Durchflossene Stauseen
Er durchfließt folgende Seen/Stauseen:
- Lake Pieman – 102 m